# George Andrew Reisner
George Andrew Reisner (II.) (Indianapolis, Indiana, 5. prosinca 1867. – Giza, Egipat, 6. lipnja 1942.) bio je američki arheolog.

## Životopis
Reisner je smatran jednim od začetnika egiptologije. Njegova supruga je bila Mary Bronson, s kojom je imao istoimenu kćer. 
U Nubiji je pronašao kraljeve koji nisu bili pokopani u piramidama već izvan njih. Jedna ženska lubanja koju je pronašao danas se nalazi na Harvardu, a sam je Reisner vjerovao da lubanja pripada muškarcu. 
Neke Reisnerove teorije se danas pobijaju, premda se prije vjerovalo u točnost njegovih zamisli. 
U posljednjim godinama svog života, Reisner je bio gotovo slijep, ali je ipak nastavio raditi. Pokopan je u Kairu. 